# Utrechts draakje

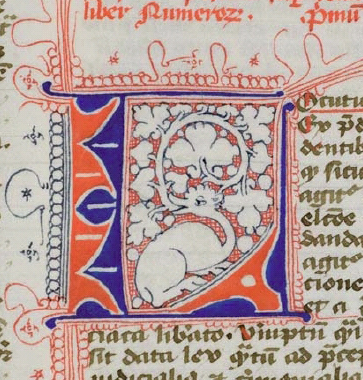
Het Utrechtse draakje omstreeks 1425 toegepast in een initiaal

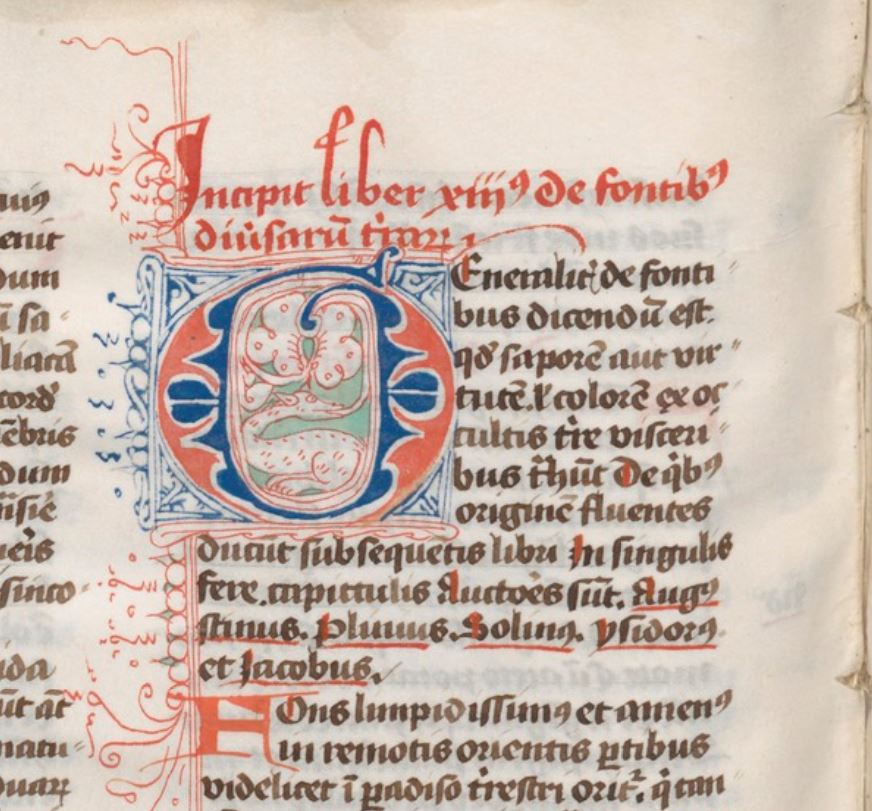

Onder Utrechtse draakjes worden bepaalde boekverluchtingen verstaan in de vorm van draakjes. Karakteristiek is dat deze in de late middeleeuwen, en mogelijk ook nog wel wat langer, uitsluitend in de stad Utrecht in handversierde initialen werden toegepast. 